# Olivella acteocina
Olivella acteocina is een slakkensoort uit de familie van de Olividae. De wetenschappelijke naam van de soort is voor het eerst geldig gepubliceerd in 1956 door Olsson.